# Hrabstwo Perry (Indiana)

Piramida wieku hrabstwa

Hrabstwo Perry (ang. Perry County) – hrabstwo w stanie Indiana w Stanach Zjednoczonych.

## Geografia
Według spisu z 2010 roku obszar całkowity hrabstwa obejmuje powierzchnię 386,29 mili2 (1000,49 km²), z czego 381,73 mili2 (988,68 km²) stanowią lądy, a 4,56 mili2 (11,81 km²) stanowią wody. Według szacunków United States Census Bureau w roku 2012 miało 19 462 mieszkańców. Jego siedzibą administracyjną jest Tell City.

### Miasta
- Cannelton
- Troy
- Tell City